# 상장인차로
상장인차로(Sangjangincha-ro)는 충청북도 청주시 상당구 문의면 상장삼거리에서 청주시 상당구
가덕면를 잇는 도로이다.

## 주요 경유지
충청북도
- 청주시 상당구 (가덕면)

## 노선 경로
| 이름           | 접속 노선                | 소재지 | 소재지 | 소재지 | 비고 |
| -------------- | ------------------------ | ------ | ------ | ------ | ---- |
| 상장삼거리     | 회남문의로               | 청주시 | 상당구 | 문의면 |      |
| 장고개         |                          | 청주시 | 상당구 | 문의면 |      |
|                | 가덕면                   | 청주시 | 상당구 |        |      |
| 행정교         |                          | 청주시 | 상당구 |        |      |
| 청룡삼거리     |                          | 청주시 | 상당구 |        |      |
| 매화공원삼거리 |                          | 청주시 | 상당구 |        |      |
| (이름 없음)    | 국도 제25호선 (보청대로) | 청주시 | 상당구 |        |      |

## 주요 시설및 건물
- 행정초등학교 (상장인차로 277/행정리 29-1)
- S-OIL 가덕주유소 (상장인차로 570/인차리 325-1)